# Srce iz črnila
Srce iz črnila (izvirno nemško Tintenhertz) je prva v seriji fantazijskih romanov nemške pisateljice Cornelie Funke. Knjiga je v izvirnem jeziku izšla leta 2003v Hamburgu pri založbi Cecilie Dressler Verlag. V slovenščini pa je izšla leta 2005 v Ljubljani pri založbi Mladinska knjiga.
Knjiga spremlja 12. letno Meggie Folchart in njenega očeta, vezalca knjig, Mortimerja (Mo), ko doživljata neverjetne dogodivščine, saj Meggie nekega dne izve, da ima njen oče neverjetno sposobnost, ko naglas bere knjige lahko osebe v knjigah prenese v realni svet. 
KRATEK POVZETEK -->

## Poglavja
- Neznanec v noči
- Skrivnost
- Na jug
- Hiša, polna knjig
- Samo slika
- Ogenj in zvezde
- Kar noč skrije
- Sama* Slaba menjava
- Levji brlog
- Strahopetec
- Še dlje na jug
- Capricornova vas
- Izpolnjena naloga
- Sreča v nesreči
- Tako se je zgodilo
- Izdaniizdajalec
- Zlatojezik
- Črne slutnje
- Kače in trnje
- Basta
- Na varnem
- Noč, polna besed
- Fenoglio
- Napačen konec
- Srh in slutnja
- Samo zamisel
- Doma
- Tu bi lahko ostala
- Pippo čveka
- V poraslih hribih
- Spet tam
- Capricornova služkinja
- Skrivnosti
- Različni cilji
- V Capricornovi hiši
- Lahkomiselnost
- Tihe besede
- Izdajalci bodo kaznovani
- Črni konj noči
- Farid
- Žverca na ognju
- Temačen kraj
- Faridovo sporočilo
- Nekaj laži za Basto
- Zbujeni sredi noči
- Sama
- Sraka
- Bastov ponos in Prahoprstova pretkanost
- Smola za Elinor
- Za las
- Tako krhka stvarca
- Prave besede
- Požar
- Izdaja, klepetavost in neumnost
- Senca
- Samo zapuščena vas
- Domotožje
- Domov

V knjigi je skupaj 59 poglavij.

## Vsebina
Zgodba spremlja 12 letno dekle Maggie in njenega očeta vezalca knjig Mortimerja. Oba sta velika oboževalca knjig vendar ima njen oče poseben dar, ki lahko v resnični svet pripelje junake zgodb z branjem na glas. Maggie nikoli ni poznala svoje mame saj je izginila, ko je bila še majhna. Mo in Meggie se zaradi knjige, ki si jo želi Capricorn preselita v severno Italijo, k Elinor. Neke noči pa v hišo Elinor vkorakajo Capricornovi črni možje, ki ugrabijo Mo-ja in ga odpeljejo v 'Hudičevo vas'. Naslednji dan so se tja odpravili še Elinor, Meggie, Prahoprst in knjiga. Meggie in Elinor so zaprli skupaj z Mo-jem v konjsko stajo. Tam jima Mortimer razloži kako je izginila Maggijina mama, da je Prahoprst  rešil njuni življenji pred Capricornom in da ji je na tisto noč zadnjič bral.
Kasneje jih odpeljejo h Capricornu  kjer je prisiljen brati knjigo tisoč in ena noč, iz katere pride mlad arabski mladenič Farid Capricornov pajdaš pa je posrkan v knjigo. Skozi poglavja izvemo da ima tudi Maggie dar priklicovanja. Ko bi morala priklicati senco, ki bi ubila Basto, Elinor in njeno mamo, ji Fenoglio napiše nove besede, ki jih je prebrala  in Capricorn je bil poražen. Meggijina mama in Elinor sta bili osvobojeni iz ujetništva. Vsi Capricornovi možje, razen Baste so posrkani v knjigo. 

## Glavni literarni liki
- Meggie Folchart - 12. letna deklica, glavna junakinja te knjige.
- Mortimer (Mo) Folchart - oče Meggie Folchart, ima enak dar, kot Meggie, knjigovez.
- Fenoglio - pisatelj, ki je napisal Srce iz črnila.
- Prahoprst - požiralec ognja, želi se vrniti v svoj stari svet, spremlja ga kuna Gvin.
- Capricorn - zlobni lik, ki ubija ljudi ki jih ne mara, gospodar Sence.
- Batsa - Capricornov 'ljubljenček'
- Farid - fant, ki pride iz knjige Tisoč in ena noč, vse se želi naučiti od Prahoprsta.
- Resa Folchart - Mojeva žena, ki je bila 9 let ujeta v knjigi, nema.
- Elinor Loredan - Resina teta, zbiralka knjig, z knjigami ravna, kot da bi bili njeni otroci.
- Mortola - Capricornova mama.
- Cockelell - Capricornov pajdaš.
- Senca - najhujša stvar, ki jo lahko prikličeš iz knjige, brez telesa in obraza, ubije vse kar ji Capricorn ukaže.

## Izdaje
- 
- 